# Niclas Huschenbeth
Niclas Huschenbeth (* 29. Februar 1992 in Hann. Münden als Niclas Seifert) ist ein deutscher Schach-Großmeister.

## Leben
Niclas Huschenbeth, der bis zu seinem fünften Lebensjahr Seifert hieß, erlernte das Schachspiel im Alter von vier Jahren von seinem Vater. Als Mitglied der Schach-AG an der Grundschule Turmweg in Hamburg-Rotherbaum nahm er erstmals an einem Jugendturnier teil.
Sein erster Schachverein war der SK Johanneum Eppendorf. Trainiert wurde Niclas Huschenbeth vom FIDE-Meister Wolfgang Pajeken. Seit er beim Hamburger SK spielte, übte er mit den Großmeistern Karsten Müller und Jan Gustafsson. In der Saison 2011/12 spielte er für die Mannschaft SIR Bernhard Glatz in der österreichischen 1. Bundesliga. Nach seinem Abitur im Jahr 2010 studierte er ab 2012 Psychologie an der University of Maryland, Baltimore County in Catonsville, Maryland (bis 2016) und an der Freien Universität Berlin.
Huschenbeth betreibt außerdem die Online-Schachschulen „Chessence“ und „Modern Chess“. Chessence wurde 2018 in Zusammenarbeit mit Nino Tschöpe gegründet und hatte nach Aussage von Huschenbeth ca. 5000 aktive Kursteilnehmer im Jahr 2024. Damit ist Chessence die größte Online-Schachschule im deutschsprachigen Raum. Die Website offeriert Angebote für komplette Anfänger bis zu Spielern auf Expertenlevel.
Er ist seit 2012 auf YouTube unter dem Namen GM Huschenbeth aktiv und lädt dort regelmäßig Videos zu Schachthemen hoch. Seine Videos erscheinen seit Mitte März 2020 ausschließlich in deutscher Sprache, wobei er früher hauptsächlich Videos in Englisch veröffentlichte. Im Juni 2022 erreichte sein Kanal die Schwelle von 100.000 Abonnenten und hatte mehr als 27 Millionen Aufrufe.
Huschenbeth kommentierte die Partien der Schachweltmeisterschaften 2018, 2021 und 2023 in Videokommentaren für Zeit Online.
Seit Anfang 2019 sekundiert Huschenbeth Hikaru Nakamura und hat ihn bei der Eröffnungsvorbereitung mit den weißen Steinen beim Kandidatenturnier Madrid 2022 unterstützt. Auch bei seinem Sieg im Hauptturnier des Norway Chess 2023 wirkte Huschenbeth mit.

## Erfolge
Im Jahre 2005 gewann Niclas Huschenbeth in Willingen die deutsche Einzelmeisterschaft U14. Mit der deutschen U18-Nationalmannschaft erreichte er bei der Mannschaftseuropameisterschaft 2006 in Balatonlelle am Balaton den dritten Platz. Von der Saison 2006/07 bis zur Saison 2011/12 spielte er in der deutschen Schachbundesliga für den Hamburger SK, für den er von der Saison 2016/17 bis zur Saison 2018/19 erneut antrat. Mit dem Hamburger SK nahm Huschenbeth auch am European Club Cup 2007 teil. In der Saison 2019/20 spielt er für den FC Bayern München. In der österreichischen Bundesliga spielt Huschenbeth seit 2017 für den SC Sparkasse Götzis, in der tschechischen Extraliga seit 2017 für Šachový klub DURAS BVK – Královo Pole. In der polnischen Ekstraliga spielt er seit 2019 für den Klub Szachowy Silesia Racibórz, in der spanischen División de Honoar trat er 2020 für CA Solvay an.

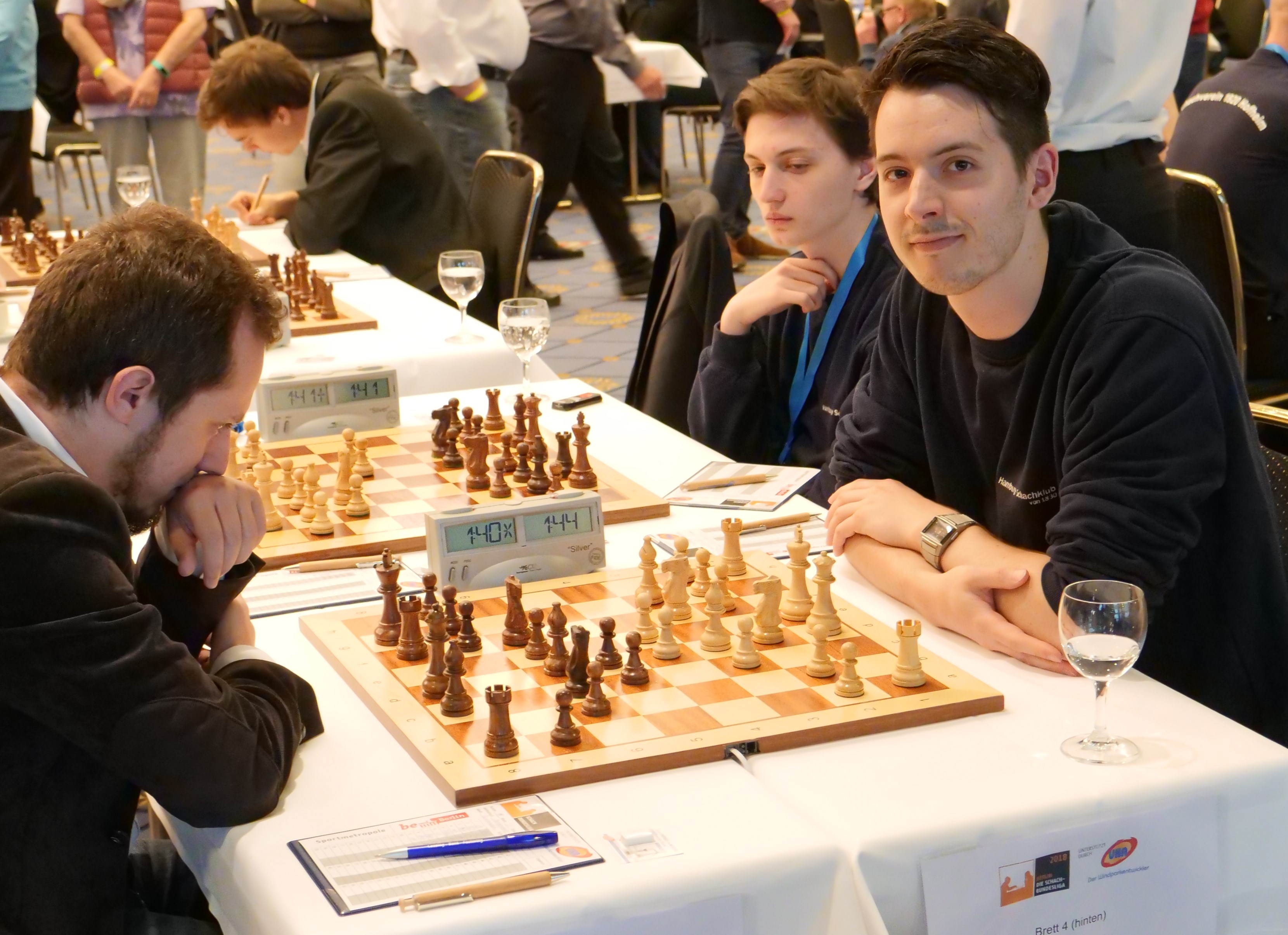
An der Seite von Dmitrij Kollars für Hamburg in der Bundesliga-Endrunde 2018 in Berlin

In seinem ersten Spiel in der höchsten deutschen Spielklasse erreichte er gegen den mehr als 400 Elo-Punkte stärkeren Michał Krasenkow ein Remis. Beim European Club Cup 2007 in Kemer hatte er mit einem Ergebnis von 5,5 aus 7 das drittbeste Ergebnis aller Spieler am fünften Brett. Mit einer Elo-Leistung von 2666 erreichte er hierbei eine Großmeister-Norm. Von 2012 bis 2014 spielte er in der United States Chess League für die Baltimore Kingsfishers. Als Mitglied der Jugendnationalmannschaft nahm er an der Schacholympiade 2008 teil und erzielte am vierten Brett 5 Punkte aus acht Partien. 2008 hatte er beim Mitropa-Cup in Olbia auf Sardinien seine ersten Einsätze in der deutschen Nationalmannschaft. Erneut Dritter wurde er mit der U18-Nationalmannschaft 2009 in Pardubice. Mit der U20-Mannschaft des Hamburger SK gewann er die Deutsche Vereinsmeisterschaft 2009/10. In der A-Gruppe des St. Pauli Jubiläumsopens siegte er im Juli 2010 mit einem Ergebnis von 9 Punkten aus neun Partien.
Im März 2010 gewann er in Bad Liebenzell die Deutsche Meisterschaft. Huschenbeth, Nummer 16 der Setzliste, konnte mit 7 Punkten aus neun Partien den Elo-Favoriten Igor Khenkin auf Platz 2 verweisen. Bei der Schacholympiade 2010 in Chanty-Mansijsk spielte er am Reservebrett der deutschen Nationalmannschaft und erzielte 4,5 Punkte aus acht Partien. Anschließend diente er als Sportsoldat in der Bundeswehr.
In den Jahren 2010 bis 2012 nahm er mit der deutschen Nationalmannschaft an allen drei Mitropa-Cups teil; 2011 gewann er mit der Mannschaft und erreichte das beste Einzelergebnis am Spitzenbrett.
Beim größten Schach-Open Deutschlands, dem Neckar-Open in Deizisau, erspielte sich Huschenbeth als Nummer 25 der Setzliste im April 2011 mit 7 von 9 möglichen Punkten den 4. Platz.
Seit Juni 2008 trug er den Titel Internationaler Meister. Die Normen hierfür erreichte er bei einem IM-Turnier in Norderstedt im April 2006, beim European Club Cup 2007 und bei einem IM-Turnier des Hamburger SK im Oktober 2007, das er gewann. Im Februar 2012 wurde er zum Schachgroßmeister ernannt. Die erforderlichen Normen hatte er beim European Club Cup 2007, bei der Deutschen Einzelmeisterschaft 2010, im Januar 2011 bei einem Großmeister-Turnier in Hamburg und im Oktober 2011 beim Mitropa-Cup in Merlimont erreicht.
Im Jahr 2019 gewann er in Magdeburg die Deutsche Einzelmeisterschaft mit 8 Punkten aus 9 Partien vor dem punktgleichen Dmitrij Kollars aufgrund des höheren Eloschnitts seiner Gegner.

## Partiebeispiel
|   | a | b | c | d | e | f | g | h |   |
| 8 |   |   |   |   |   |   |   |   | 8 |
| 7 |   |   |   |   |   |   |   |   | 7 |
| 6 |   |   |   |   |   |   |   |   | 6 |
| 5 |   |   |   |   |   |   |   |   | 5 |
| 4 |   |   |   |   |   |   |   |   | 4 |
| 3 |   |   |   |   |   |   |   |   | 3 |
| 2 |   |   |   |   |   |   |   |   | 2 |
| 1 |   |   |   |   |   |   |   |   | 1 |
|   | a | b | c | d | e | f | g | h |   |

In der folgenden Partie besiegte Huschenbeth mit den schwarzen Figuren beim Schach-Weltpokal 2019 den aserbaidschanischen Großmeister Arkadij Naiditsch.
Naiditsch–Huschenbeth 0:1
Chanty-Mansijsk, 12. September 2019
Katalanische Eröffnung, E04
1. Sf3 d5 2. d4 Sf6 3. c4 e6 4. g3 dxc4 5. Lg2 Lb4+ 6. Sc3 Sc6 7. 0–0 0–0 8. Da4 Sd5 9. Dc2 Le7 10. Td1 Tb8 11. e4 Scb4 12. Dd2 Sxc3 13. Dxc3 b5 14. b3 Lb7 15. Se1 cxb3 16. axb3 f5 17. exf5 Lxg2 18. Sxg2 Txf5 19. Se3 Sd5 20. Dc2 Sxe3 21. fxe3 Tf7 22. Txa7 Ld6 23. e4 e5 24. Le3 exd4 25. Lxd4 Dg5 26. b4 Tbf8 27. Db3 c5 28. Txf7 Txf7 29. bxc5 Lxc5 30. Lxc5 Dxc5+ 31. Kg2 Df2+ 32. Kh3 Df6 33. Dd5 h6 34. Te1 b4 35. Dc4 Kh7 36. Dxb4 De6+ 37. Kg2 Da2+ 38. Kh3 De6+ 39. Kg2 Da2+ 40. Kh3 Tf2 0:1
| Die zur Anzeige dieser Grafik verwendete Erweiterung wurde dauerhaft deaktiviert. Wir arbeiten aktuell daran, diese und weitere betroffene Grafiken auf ein neues Format umzustellen. (Mehr dazu) |

## Veröffentlichungen
- Niclas Huschenbeth: Taktik-Turbo: Najdorf. Lehr-DVD, ChessBase, Hamburg 2014 (deutsch/englisch)
- Karsten Müller, Mihail Marin, Oliver Reeh, Niclas Huschenbeth: Master Class Band 4: José Raúl Capablanca. Lehr-DVD. ChessBase, Hamburg 2015 (deutsch/englisch)
- Karsten Müller, Mihail Marin, Oliver Reeh, Niclas Huschenbeth: Master Class Band 5: Emanuel Lasker. Lehr-DVD. ChessBase, Hamburg 2015 (deutsch/englisch)
- Karsten Müller, Mihail Marin, Oliver Reeh, Niclas Huschenbeth: Master Class Band 6: Anatoly Karpov. Lehr-DVD. ChessBase, Hamburg 2015 (deutsch/englisch)
- Karsten Müller, Mihail Marin, Oliver Reeh, Niclas Huschenbeth: Master Class Band 8: Magnus Carlsen. Lehr-DVD. ChessBase, Hamburg 2017 (deutsch/englisch)
- Niclas Huschenbeth: Carlsen vs. Caruana: Duell der Giganten. Independently published 2019, ISBN 978-1-79690-051-4.